# Fuchsia mezae
Fuchsia mezae là một loài thực vật có hoa trong họ Anh thảo chiều. Loài này được P.E.Berry & Hermsen mô tả khoa học đầu tiên năm 1999.